# Samuel Pallache
Samuel Pallache (in arabo صامويل آل بالاتش‎?; in ebraico שמואל פלאג'י‎?, Shmuel Palach; Fès, 1550 circa – L'Aia, 4 febbraio 1616) è stato un mercante, diplomatico e pirata marocchino.

## Biografia
Pallache nacque a Fès da famiglia ebraica sefardita. La sua famiglia era originaria della Spagna islamica, dove suo padre aveva servito come rabbino a Cordova. Nella prima metà del XVI secolo, dopo la conquista cristiana della Spagna islamica, la sua famiglia fuggì in Marocco, dove gli ebrei venivano tollerati; ciò infatti permise la formazione di una vivace comunità ebraica in Marocco. In arabo il suo nome era Shmuel Baylash, arabizzazione dello spagnolo Samuel Palacio.
Conosceva molte lingue, e le autorità marocchine gli affidarono varie missioni diplomatiche in Europa. La prima missione diplomatica di Pallache fu a Madrid, una missione che non ebbe successo. Tale visita di Pallache in Spagna suscitò l'ira dell'Inquisizione, molto probabilmente perché aiutò dei marrani (ebrei convertiti con la forza al cristianesimo) a lasciare il paese, incoraggiandoli a riconvertirsi all'ebraismo. 
Dopo che una delegazione della Repubblica olandese visitò il Marocco per trattare un'alleanza comune contro la Spagna e i corsari barbareschi, il sultano sa'diano del Marocco Zaydan al-Nasir mandò nel 1608 Samuel Pallache al governo olandese a L'Aia. Ufficialmente Pallache era il suo "agente", non ambasciatore.
Il 23 giugno 1608 Pallache incontrò Maurizio di Nassau agli Stati Generali a L'Aia per negoziare una duplice alleanza contro la Spagna. Il 24 dicembre 1610 le due nazioni firmarono un trattato di libero commercio, tale trattato permetteva al sultano di acquistare navi, armi e munizioni dagli olandesi. Questo è stato uno dei primi trattati ufficiali tra un paese europeo e un paese non cristiano, dopo i trattati del XVI secolo dell'alleanza franco-ottomana.
La storia racconta che, un giorno, il calesse di Pallache incontrò la carrozza dell'ambasciatore spagnolo a L'Aia. Le due carrozze non erano in grado di passare entrambi nella strada stretta e, con gli applausi e l'incitamento dei passanti, la carrozza dell'ambasciatore spagnolo dovette fare spazio al trasporto di Pallache.
La ricerca dimostrò che Pallache agì segretamente come doppio agente. Mantenne stretti legami con la corte spagnola, passando informazioni sulle relazioni tra Marocco e Olanda. Allo stesso tempo passava informazioni sulla Spagna a olandesi e marocchini. Quando ciò venne a galla, Pallache perse i favori del sultano e cadde in disgrazia.
Oltre che diplomatico, Pallache fu anche un mercante, negoziava attivamente tra i Paesi Bassi e il Marocco. Ottenne un permesso dal principe Maurizio di Nassau per effettuare delle attività corsare. Le merci che otteneva dalle attività di pirateria le rivendeva lungo la costa marocchina.
Nel 1614 catturò una nave portoghese e, non riuscendo a portare il suo carico in Marocco, navigò verso i Paesi Bassi. Una forte tempesta lo costrinse a rifugiarsi in un porto inglese dove fu arrestato su richiesta dell'ambasciatore spagnolo. Alla fine il principe Maurizio venne in suo aiuto e riuscì a riportarlo nei Paesi Bassi. Tuttavia aveva perso tutti i suoi beni e si ammalò poco dopo. Il 4 febbraio 1616 morì a L'Aia, e fu sepolto nel cimitero sefardita Beth Haim di Ouderkerk aan de Amstel, nei pressi di Amsterdam.